# Грэм, Джо
Джо Грэм (англ. Jo Graham) — современная американская писательница, автор исторических романов в стиле Мэри Рено и Джеймса Миченера. Её первая книга «Черные корабли», посвященная истолкованию мифа об Энее, была выдвинута на Locus Award в номинации «Лучший дебютный роман» и включена в список Лучшие фантастические книги 2008 года по версии редакторов amazon.com.

## Произведения
- Чёрные корабли (2008), опубликована на русском
- Hand of Isis (2009)
- Stealing Fire — (2010) об Александре Македонском